# Luis de Góngora
Luis de Góngora y Argote (Cordova, 11 luglio 1561 – Cordova, 23 maggio 1627) è stato un religioso, poeta e drammaturgo spagnolo del Secolo d'Oro (Siglo de Oro), massimo esponente della corrente letteraria conosciuta come culteranesimo o gongorismo, che più tardi altri artisti imiteranno. Le sue opere furono oggetto di esegesi già nella sua epoca.

## Biografia
È considerato una delle figure più importanti del Secolo d'Oro della cultura e della potenza militare spagnola, autore di versi ancora oggi studiati e di opere teatrali che hanno lasciato il segno nella cultura spagnola. Al Colegio de Santa Catalina di Cordova e poi a Salamanca acquisì conoscenze di matematica, filosofia, grammatica, latino, greco, musica, scherma e giurisprudenza senza laurearsi. Si avviò alla carriera ecclesiastica, a 14 anni prese gli abiti minori. Nel 1585 fu economo del capitolo della cattedrale di Cordova e prese gli ordini maggiori. Si recò in missioni ecclesiastiche a Madrid, Granada, Valladolid, Cuenca, Burgos. Le sue poesie si diffondevano, suscitando polemiche. La sua attività letteraria gli creò difficoltà con i superiori. L'arcivescovo Pacheco lo accusò di malcostume: tra i capi d'imputazione, il parlare durante le cerimonie, assistere alle corride, scrivere poesie. A 56 anni, con l'aiuto di alcuni nobili amici, riuscì a diventare cappellano d'onore di Filippo III. Caduti in disgrazia i suoi protettori, malato, incapace di risolvere i suoi problemi finanziari, cercò protezione, e la trovò con il Conte di Olivares. Fu al seguito di Filippo IV. Colpito da epilessia, tornò a Cordova. Morì qui, nel 1627. Pochi mesi dopo usciva in Spagna la prima edizione dei suoi componimenti poetici, che suscitarono polemiche.
Nella non breve carriera poetica di Luis de Góngora si possono distinguere due fasi:
1. la prima fase va dagli esordi al 1610;
2. la seconda comprende il periodo di tempo tra il 1611 e il 1627, nel primo periodo il suo cultismo appare moderato e intelligibile, nel secondo, invece, esso tende sempre più all'ermetismo e all'oscurità.

## Opera

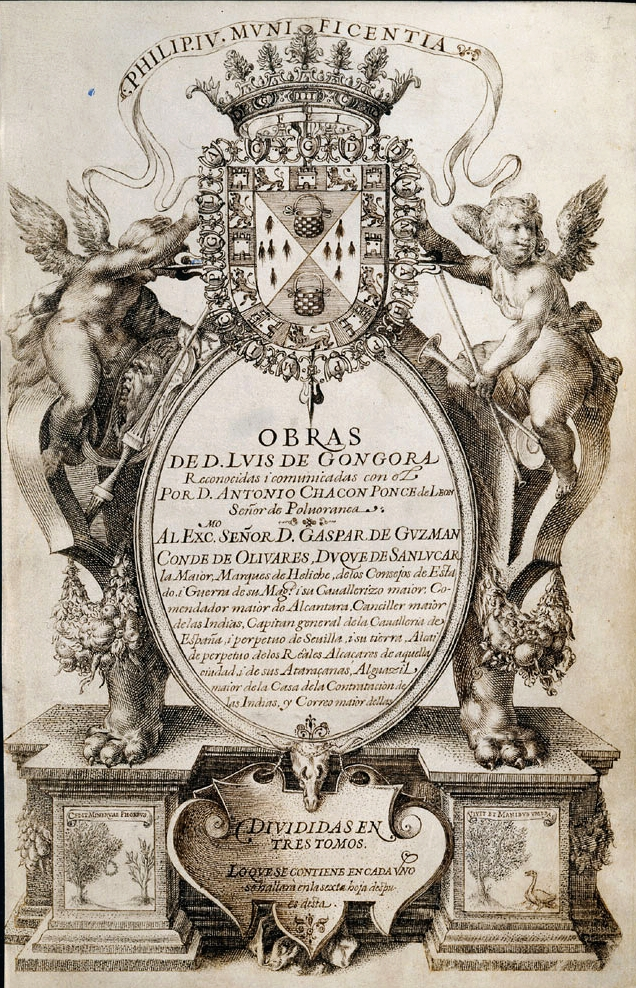
Copertina del Manoscritto Chacón, che diffuse l'opera poetica di Luis de Góngora.

Quantunque Gongora non abbia pubblicato le sue opere (un suo tentativo del 1623 non diede buoni frutti), queste passarono di mano in mano in copie manoscritte che si collezionarono e redigevano in cancioneros, romanceros e antologie editi con o senza il suo permesso. Per un periodo di tempo si credette che il manoscritto più autorizzato fosse il cosiddetto Manuscrito Chacón (copiato da Antonio Chacón, Señor de Polvoranca, per il Conte-Duca di Olivares), poiché contenente chiarimenti dello stesso Góngora e la cronologia di ogni poema; ma questo manoscritto, tenendo conto dell'alto personaggio al quale era destinato, prescinde dalle opere satiriche e volgari. Lo stesso anno della sua morte, tuttavia, Juan López Vicuña pubblicò Obras en verso del Homero español (opere in versi dell'Omero spagnolo) raccolta che viene considerata molto affidabile e importante nell'inquadrare il corpus gongorino; le sue attribuzioni sogliono essere sicure; anche così, fu raccolta dall'Inquisizione e poi superata da quella di Gonzalo de Hoces nel 1633. D'altra parte, le opere di Góngora, come anteriormente quelle di Juan de Mena e Garcilaso de la Vega, goderono l'onore di essere ampiamente glossate e commentate da personaggi della statura di Díaz de Rivas, Pellicer, Salcedo Coronel, Salazar Mardones, Pedro de Valencia ed altri.
Sebbene nelle sue opere iniziali già incontriamo il tipico concettismo del barocco, Góngora, il cui aspetto era quello di un esteta incontentabile («il maggior critico delle mie opere sono io», soleva dire), rimase trasgressivo (inconforme) decidendo di tentare secondo le sue proprie parole «fare poco non per molti» e intensificare ancor più la retorica e la imitazione della poesia latina classica introducendo numerosi cultismi e una sintassi basata sull'iperbato e la simmetria; allo stesso modo era molto attento alla sonorità del verso, che curava come un autentico musicista della parola; era un grande pittore dei suoni (oídos) e riempiva epicureamente i suoi versi di sfumature sensoriali di colore, suoni e tatto. È inoltre, mediante ciò che Dámaso Alonso, uno dei suoi principali studiosi, chiamò elusioni (elusiones) e allusioni (alusiones), convertì ognuno dei suoi poemi ultimi minori e maggiori in un oscuro esercizio per menti sveglie ed erudite, come una specie di indovinello o emblema intellettuale che causa piacere nella sua decifrazione. È l'estetica barocca che si chiamò in suo onore gongorismo o, con parola che ha avuto maggior fortuna e che prese originariamente un valore dispregiativo per l'analogía con il vocabolo luteranesimo, Culteranesimo, perché i suoi avversari consideravano i poeti culterani degli autentici eretici della poesia.
La critica di Marcelino Menéndez Pelayo ha distinto tradizionalmente due epoche o due maniere nella opera di Góngora: il «Príncipe de la Luz», che corrisponderrebbe alla sua prima tappa come poeta, dove compone semplici romance e letrilla lodate unanimemente fino in epoca Neoclassica, e il «Príncipe de las Tinieblas» (Principe delle tenebre), nel quale a partire dal 1610, in cui compone l'ode A la toma de Larache (Alla conquista di Larache), ritorna ad essere autore di poesie oscure e inintelligibili. Fino in epoca romantica questa parte della sua opera fu duramente criticata e insieme censurata dallo stesso neoclassico Ignacio de Luzán. Questa teoria fu respinta da Dámaso Alonso, il quale dimostrò che la complicazione e l'oscurità già erano presenti nella sua prima epoca e che come frutto di una naturale evoluzione arrivò agli audaci estremi che tanto gli hanno rimproverato. Nei romance come la Fábula de Píramo y Tisbe e in alcune letrilla appaiono giochi di parole, allusioni, concetti e una sintassi latinizzante, sebbene queste difficoltà appaiono camuffate dalla brevità dei suoi versi, dalla sua musicalità e dal ritmo e dall'uso di forme e temi tradizionali.

### Poesie
Si suole raggruppare la sua poesia in due blocchi, poesie minori e poesie maggiori, corrispondenti più o meno alle due tappe poetiche successive. Nella sua giovinezza, Góngora compose numerosi romance, di ispirazione letteraria, come quello di Angélica y Medoro, di prigionieri, di tema piratesco o di tono più personale e lirico, alcuni dei quali di carattere autobiografico in cui sono narrati i suoi ricordi infantili e i suoi viaggi. Scrisse altresì numerose letrilla líriche, satiriche e romance burleschi. La maggioranza di tali scritti è costruita attraverso una costante accumulazione di giochi concettuali (conceptistas), equivoci, paronomasie, iperboli e giochi di parola típicamente barocchi. Tra questi si colloca l'ampio romance Fábula de Píramo y Tisbe (Piramo e Tisbe) del 1618, poema molto complesso e che costò più lavoro al suo autore che lo teneva in grande stima; ivi si tenta di elevare la parodia, procedimento tipicamente barocco, alla stessa categoria artistica degli altri. La maggior parte delle letrilla sono dirette, come in Quevedo, a schernire le dame scroccone e attaccare il desiderio di ricchezza. Meritano anche il suo posto le satire contro diversi scrittori, specialmente Quevedo o Lope de Vega.

Accanto a queste poesie, per tutta la vita, Góngora non smise di scrivere sonetti perfetti su ogni tipo di argomento (amoroso, satirico, morale, filosofico, religioso, di circostanza, polemico, elogiativo, funerario), autentici oggetti verbali, autonomi nella loro intrinseca qualità estetica e in cui il poeta di Cordova esplora le diverse possibilità espressive dello stile che stava forgiando o che giungeva a prefigurare opere a venire, come il celebre "Descaminado, enfermo, peregrino... che prefigura le "Soledades".
Descaminado, enfermo, peregrino, / en tenebrosa noche, con pie incierto, / la confusión pisando del desierto, / voces en vano dio, pasos sin tino. / Repetido latir, si no vecino, / distinto oyó de can siempre despierto, / y en pastoral albergue mal cubierto / piedad halló, si no halló camino. / Salió el Sol y, entre armiños escondida, / soñolienta beldad con dulce saña / salteó al no bien sano pasajero. / Pagará el hospedaje con la vida; / más le valiera errar en la montaña / que morir de la suerte que yo muero. (L. de Góngora, De un caminante enfermo que se enamoró donde fue hospedado, 1594)
Tra i topoi usuali (carpe diem, etc.) emergono, tuttavia, come di più tragica grandezza quelli dedicati a rivelare le ingiurie della vecchiaia, la povertà e il passare per il poeta del tempo suo ultimo: "Menos solicitó veloz saeta...", "En este occidental, en este, ¡Oh Licio!..." ecc.
En este occidental, en este ¡oh Licio! / climatérico lustro de la vida, / todo mal afirmado pie es caída; / toda fácil caída es precipicio. / ¿Caduca el paso?, ilústrese el jüicio. / Desatándose va la tierra unida; / ¿qué prudencia, del polvo prevenida, / la rüina aguardó del edificio? / La piel, no sólo sierpe venenosa, / mas con la piel, los años se desnuda, / y el hombre no. ¡Ciego discurso humano! / ¡Oh aquel dichoso que la ponderosa / porción depuesta en una piedra muda, / la leve da al zafiro soberano! (L. de Góngora, Infiere, de los achaques de la vejez, cercano el fin a que católico se alienta, 1623)
I poemi maggiori furono, tuttavia, quelli che provocarono la rivoluzione culterana e il tremendo scandalo susseguente, creato dalla grande oscurità dei suoi versi riconducibili a questa estetica. Sono la Fábula de Polifemo y Galatea (1612) e le incomplete e incomprese Soledades (la prima composta prima del maggio del 1613). La prima opera narra, mediante la strofa octava real, un episodio mitologico delle Metamorfosi di Ovidio, ossia quello degli amori del ciclope Polifemo per la ninfa Galatea, che lo rifiuta, nel quale infine Aci, l'innamorato di Galatea, è tramutato in fiume. Si sperimenta qui ormai il complesso e difficile stile culterano, pieno di simmetrie, trasposizioni, metafore di metafore o metafore pure, iperbati, perifrasi, topoi (giros) latini, cultismi, allusioni ed elusioni di termini, cercando di suggerire più che nominare e dilatando la forma in maniera che il significato svanisca nella misura che va ad essere decifrato.

### Soledades

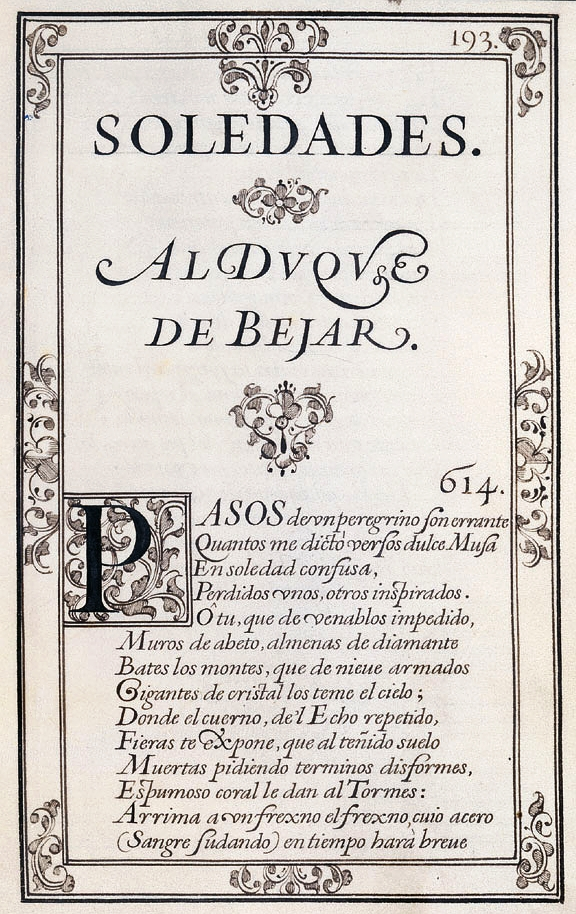
Pagina iniziale di Las soledades (l. I, pág. 193) nel Manoscritto Chacón.

Le Soledades avrebbero dovuto essere un poema in silve, diviso in quattro parti, corrispondenti ognuna allegoricamente a una età della vita umana e a una stagione dell'anno, ed essere chiamate Soledad de los campos, Soledad de las riberas, Soledad de las selvas e Soledad del yermo. Ma Góngora  riuscì a comporre soltanto la dedica al Duca di Béjar e le prime due parti, lasciando tuttavia inconclusa la seconda, i cui ultimi 43 versi furono aggiunti diverso tempo dopo. La tipologia di strofa non era nuova, ma era la prima volta che veniva impiegata per un poema tanto esteso. La sua forma, di carattere astrofico, era quello che dava maggior libertà al poeta, che in questa maniera si avvicinava ogni volta più al verso libero e faceva progredire il linguaggio poetico fino a estremi che solo i poeti del parnassianesimo e e del Simbolismo francese avrebbero raggiunto nel secolo XIX.

All'inizio è posta una dedica al Duca di Béjar:
Pasos de un peregrino son, errante, / cuantos me dictó versos dulce Musa, / en soledad confusa, / perdidos unos, otros inspirados. / ¡Oh tú, que de venablos impedido, / muros de abeto, almenas de diamante, / bates los montes que, de nieve armados, / gigantes de cristal los teme el cielo, / donde el cuerno, del eco repetido, / fieras te expone que, al teñido suelo, / muertas, pidiendo términos disformes, / espumoso coral le dan al Tormes. / Arrima a un fresno el freno...
L'argomento della Soledad primera è poco convenzionale, sebbene si ispiri all'episodio dell'Odissea di Nausícaa: un giovane naufrago giunto su una costa viene raccolto da alcuni caprai. Ma questo argomento è solo un pretesto per un'autentica frenesia descrittiva: il valore del poema è lirico più che narrativo, come segnalò Dámaso Alonso, sebbene studiosi più recenti rivendichino la sua rilevanza narrativa. Góngora propone una natura arcadica, dove tutto è meraviglioso e dove l'uomo può essere felice, purificando esteticamente la sua visione, che tuttavia è rigorosamente materialista ed epicurea (cerca di colpire i sensi del corpo, non solo lo spirito), per far scomparire tutto ciò che è brutto e sgradevole. In questa maniera, mediante l'elusione, una perifrasi fa sparire una parola bruta e sgradevole (la cecina si trasforma in purpurei fili di fini granuli e le tovaglie in «nieve hilada», per esempio).
Le Soledades causarono un grande scandalo per la loro audacia estetica e la loro oscurità ipercolta; talora, dietro le critiche si nasconde un'avversione per le tematiche omosessuali. Tra i molti grandi poeti, le attaccarono Francisco de Quevedo, Lope de Vega, il Conte di Salinas e Juan de Jáuregui (il quale compose contro di esse un ponderato Antídoto contra las Soledades e un Ejemplar poético, ma tuttavia finì per professare la stessa o molto somigliante dottrina). Ma le Soledades ebbero anche illustri difensori e seguaci, come Francisco Fernández de Córdoba (Abate di Rute), il Conte di Villamediana, Gabriel Bocángel, Miguel Colodrero de Villalobos e, oltre Atlantico, Juan de Espinosa Medrano e Sor Juana Inés de la Cruz. Con le Soledades, la lirica castigliana si arricchì di nuovi vocaboli e nuovi e poderosi strumenti espressivi, lasciando la sintassi più sciolta e libera di quanto lo fosse stata fino ad allora.
I poemi di Góngora meritarono l'onore di essere commentati poco dopo la sua morte come classici contemporanei, come lo erano stati tempo addietro quelli di Juan de Mena e Garcilaso de la Vega nel secolo XVI. I commentatori più importanti furono José García de Salcedo Coronel, autore di una edizione commentata in tre volumi (1629 – 1648), José Pellicer de Ossau, il quale compose delle "Lezioni solenni alle opere di don Luis de Gongora y Argote" (1630) o Cristóbal de Salazar Mardones, autore di una Illustrazione e difesa della favola di Piramo e Tisbe (Madrid, 1636). Nel secolo XVIII e XIX, tuttavia, si reagì contro questo barrocchismo estremo, in un primo momento utilizzando lo stile per temi bassi e burleschi, come fece Agustín de Salazar, e poco dopo, nel secolo XVIII, relegando la seconda fase della lirica gongorina e i suoi poemi maggiori all'oblio. Comunque, per opera della Generazione del '27 e in special modo per il suo studioso Dámaso Alonso, il poeta cordovano venne a costituire un modello ammirato anche per i suoi complessi poemas mayores. A tal punto arrivò l'ammirazione che perfino si tentò la continuazione del poema, con fortuna nel caso di Alberti (Soledad tercera).

### Teatro
Luis de Góngora compose anche tre pièce teatrali, Las firmezas de Isabela (1613), la Comedia venatoria e El doctor Carlino, questa ultima incompiuta e rielaborata dopo da Antonio de Solís.

## Edizioni moderne
Esistono varie edizioni moderne dell'opera di Luis de Góngora; la prima fu, senza dubbio, quella dell'ispanista francese Raymond Foulché Delbosc, con Obras poéticas de Góngora (1921); dopo seguirono quelle di Juan Millé Giménez e di sua sorella Isabel, (1943) e le edizioni e studi di Dámaso Alonso, (edición crítica de las Soledades, 1927; La lengua poética de Góngora, 1935; Estudios y ensayos gongorinos; Góngora y el Polifemo, 1960, tres vols.); Sonetos completos ed. de Biruté Ciplijauskaité (Madrid, Castalia, 1969); Romances ed. de Antonio Carreño (Madrid, Cátedra, 1982); Soledades ed. de John R. Beverley (Madrid, Cátedra, 1980) e soprattutto l'ed. di Robert Jammes (Madrid, Castalia); Fábula de Polifemo y Galatea ed. de Alexander A. Parker (Madrid, Cátedra, 1983); Letrillas ed. de Robert Jammes (Madrid, Castalia, 1980); Canciones y otros poemas de arte mayor, ed. de José M.ª Micó (Madrid, Espasa Calpe, 1990) y Antología poética, ed. de Antonio Carreira (Madrid, Castalia Didáctica, 1986).

## Curiosità
- Frammento dell'opera Viaje del Parnaso di Miguel de Cervantes, nella quale cataloga i buoni e cattivi poeti della sua epoca.

(Miguel de Cervantes, Viaje del Parnaso)
- La commemorazione del terzo centenario della sua morte tenuta in suo onore nell'Ateneo di Siviglia, organizzato dal torero Ignacio Sánchez Mejías, diede luogo all'incontro di molti membri della generazione del '27, i quali rivendicarono la poesia di Góngora.